# Єрмилов Іван Іванович
Іва́н Іва́нович Єрми́лов (10 (23) січня 1903 , Парша, Юр’євський повітd, Владимирська губернія, Російська імперія  — невідомо ) — український державний діяч. Депутат Верховної Ради УРСР першого скликання (1938–1947).

## Біографія
Народився 10 (23) січня 1903 року в селянській родині в селі Парша, нині Юр'єв-Польський район, Владимирська область, Росія. У 1912–1915 роках навчався в початковій школі в місті Іваново-Вознесенську. Працювати почав 1920 року помічником телеграфіста на залізничній станції Юр'єв-Польський. 
Член ВКП(б) з грудня 1926 року.
1930 року закінчив вечірнє відділення Івановського робітфаку, 1935 року — Ленінградський текстильний інститут імені Кірова. Отримав направлення на Чернігівську котонінову фабрику, займав посади майстра цеху, змінного інженера, начальника картонажного цеху.
1938 року був обраний депутатом Верховної Ради УРСР першого скликання по Черніговській міській виборчій окрузі № 140 Чернігівської області.
З 1 липня 1938 по 1 жовтня 1941 року — голова планової комісії Чернігівського обласного виконавчого комітету.
Під час Великої Вітчизняної війни — в евакуації в Горькому, нині Нижній Новгород. Після повернення в Чернігів із січня до 22 грудня 1944 року — на довоєнній посаді. У січні 1945 року медичною комісією визнаний інвалідом ІІ групи по загальному захворюванню.
Подальша доля не відома.